# Кокшетау-1 (станция)
Кокшета́у-1 (прежняя норма транскрипции до 1993 г. — Кокчета́в-1) (каз. Көкшетау-1 станциясы, латиница — каз. Kökşetau-1 stansiasy) — железнодорожная станция и главный железнодорожный вокзальный комплекс Казахстанских железных дорог, расположенный в городе Кокшетау, административном центре Акмолинской области в Казахстане.
Названа по городу, в котором расположена. Находится по адресу ул. Владимира Вернадского (который два года жил и работал в Бурабае), дом 1. Станция находится в 1,3 км к северо-востоку от центра города. Станция Кокшетау-1 возникла в 1922 году в связи со строительством железной дороги Петропавловск—Кокшетау (в то время город еще имел название Кокчетав). Расстояние до Астаны — 296 км.
Нынешнее здание вокзала на 800 пассажиров было возведено в 1981 году на месте старого вокзала (1949), это третье здание с момента открытия станции в 1922 году. Станция обслуживает как пассажирские, так и грузовые перевозки. Является главной станцией Акмолинского отделение железнодорожных перевозок.

## История
История железной дороги в Кокчетаве (бывшее название Кокшетау) началась в 1917 году. Отсутствие железной дороги и транспортной связи с крупными промышленными районами
России тормозило развитие экономики города. 5 августа 1920 года Владимир Ильич Ленин подписал Постановление Совнаркома РСФСР о начале строительстве железной дороги «Петрокок» в направлении Петропавловск—Кокчетав. Она должна была содействовать освоению богатого сельскохозяйственного региона.
В.И. Ленин пристально следил за ходом сооружения дороги, придавал ей исключительно важное значение, называл её ударной продовольственной железнодорожной линией.  Строительство железной дороги послужило значительным толчком к экономическому росту города в 1920 - 1922 гг. Строительство железной дороги было завершено в 1922 году, которая стала, так называемым «хлебопроводом» для европейских районов СССР.
В октябре 1926 году было открыто движение на линии Кокчетав — К. Боровое. В 1929 году дорога протянулась до Акмолинска (ныне Астана), а в августе 1931 года дошла до Караганды.
Первое большое здание вокзала было построено по типовому проекту сталинской эпохи в 1949-м году. В 1954 году было начато строительство трассы: Володарское (ныне Саумалколь) — Кокчетав (114 км). В 1958 году завершается строительство железной дороги Кокчетав—Кзыл-Ту. В 1960-е гг. через город прошла Средне-Сибирская железная дорога, которая дала выход целинному хлебу из глубинных районов. Современное здание вокзала на 800 пассажиров было построено в 1981 году в духе позднего советского модернизма (архитектор В. Утебеков, инженеры В. Миронцев, Н. Склюева, Э. Ким, главный инженер проекта А. Беляев), заменив собой старый вокзал. 10 августа 1981 года вступил в строй. На торжественном открытие нового железнодорожного вокзала присутствовал 1-й секртетарь ЦК КП КазССР Д. А. Кунаев. Прибытие поезда объявляли специальным рожком, а фонарём проверяли прибывшие поезда.
Станция электрифицирована с 1984 года. Железнодорожная станция Кокшетау-1 является крупным узловым пунктом, пропускающий в сутки большое количество людей, которые перемещаются как по стране, так и за её пределы. Через город проходят 4 ответвления железных дорог.

## Станция в наши дни
Сегодня из Кокшетау-1 отправляются поезда во всех направлениях по Казахстану (Астана, Караганда, Петропавловск, Алматы, Кызылорда, Шымкент и др.) и пригородным маршрутам, а также со многими крупными городами России и Белоруссии. В сутки Кокшетау пропускает сорок семь пассажирских поездов, в том числе два фирменных поезда.

## Описание
Станция Кокшетау-1 играет роль ворот города, является важным градоформирующим звеном в системе структурных связей города. Прямоугольный в плане трехуровневый объем здания вытянут вдоль железнодорожного полотна.
Основу архитектурной композиции фасадов составляет равномерный ритм пилонов, поддерживающих плоскую кровлю, выделенную четкой полосой широкого карниза и узорным фризом из анодированного алюминия. Плоскость витражного остекления на всю высоту объема создает прозрачную ограждающую поверхность.
При отделке интерьера наружных фасадов широко применялся мрамор, анодированный алюминий, ценные породы дерева, высококачественная облицовочная плитка, местный природный камень.

## Вокзальная площадь
Вокзальная площадь замыкает ул. Абая Кунанбаева с восточной стороны. На вокзальной Кокшетауской площади находятся:
- 14-метровая бронзовая скульптурная композиция «Благословение матери» (латиница — каз. Ananyń aq tіlegі) — памятник открыт 24 октября 2001 года.
- Башня с часами. В объемно-пространственной композиции вокзальной площади важную роль играет вертикаль стелы с часами наверху, установленной у здания вокзала на оси въезда на площадь.

## Пассажирское движение по станции

### Пригородное сообщение
Источник данных: Яндекс.Расписания.
| № поезда | Маршрут движения                 | № поезда | Маршрут движения                 |
| -------- | -------------------------------- | -------- | -------------------------------- |
| 895      | Кишкенеколь (Кзыл-Ту) — Кокшетау | 896      | Кокшетау — Кишкенеколь (Кзыл-Ту) |

### Дальнее следование
Источник данных: Яндекс.Расписания.
| № поезда             | Маршрут движения             | № поезда             | Маршрут движения             |
| -------------------- | ---------------------------- | -------------------- | ---------------------------- |
| 317Б                 | Караганды — Брест            | 650Б                 | Брест — Караганды            |
| 317Б                 | Караганды — Витебск          | 605Б                 | Витебск — Караганды          |
| 317Б                 | Караганды — Могилев          | 083Б                 | Могилев — Караганды          |
| 317Б                 | Караганды — Гомель           | 083Б                 | Гомель — Караганды           |
| 317Б                 | Караганды — Барановичи       | 318Б                 | Барановичи — Караганды       |
| 315Ф                 | Ташкент — Казань             | 316Ф                 | Казань — Ташкент             |
| 304Ц                 | Казань — Бишкек              | 305Щ                 | Бишкек — Казань              |
| 303Ц                 | Алматы — Казань              | 304Ц                 | Казань — Алматы              |
| 623Т                 | Астана — Петропавловск       | 624Т                 | Петропавловск — Астана       |
| 623Т                 | Астана — Кишкенеколь         | 627Х                 | Кишкенеколь — Астана         |
| 057Х                 | Астана — Уральск             | 058Х                 | Уральск — Астана             |
| 047Ц «Каспий»        | Астана — Атырау              | 047Т "Каспий"        | Атырау — Астана              |
| 339Х                 | Павлодар — Пресногорьковская | 339Р                 | Пресногорьковская — Павлодар |
| 083Ц                 | Караганды — Москва           | 084Ц                 | Москва — Караганды           |
| 353Ц                 | Павлодар — Москва            | 084Ц                 | Москва — Павлодар            |
| 015Т "Жетису"        | Алматы — Петропавловск       | 016Т "Жетису"        | Петропавловск — Алматы       |
| 627Х                 | Кишкенеколь — Кокшетау       | 628Х                 | Кокшетау — Кишкенеколь       |
| 145Ц                 | Караганды — Омск             | 145Н                 | Омск — Караганды             |
| 807Й                 | Астана — Кокшетау            | 808Й                 | Кокшетау — Астана            |
| 705Т «Тулпар-Тальго» | Алматы — Петропавловск       | 706Т "Тулпар-Тальго" | Петропавловск — Алматы       |
| 076Х                 | Кызылорда — Петропавловск    | 076Ц                 | Петропавловск — Кызылорда    |
| 829АГ                | Ерементау — Кокшетау         | 830АГ                | Кокшетау — Ерементау         |
| 056Х                 | Кызылорда — Кокшетау         | 056Ц                 | Кокшетау — Кызылорда         |
| 327Т                 | Караганды — Костанай         | 328Т                 | Костанай — Караганды         |

## Соседние станции
- Кокшетау-2 (находится в пригороде) (Код 687103)
- Чаглинка (Код 687207)

## Вокзал станции
Все службы вокзала, в том числе и кассы по продаже билетов, работают круглосуточно и беспрерывно, безвыходных и праздничных дней. Это уникальное современное светлое здание, в котором созданы все условия для удобного нахождения путешественников.
Рядом с кассовым залом находится информационное табло, на котором можно проследить за приходом и отправлением поездов. В вокзале имеется теплый зал ожидания с детской комнатой. Имеются камеры хранения, буфет, кафетерий, санитарные комнаты. Рядом со зданием вокзала работают небольшие магазины, также имеется имеется отгороженная парковка.

## Галерея

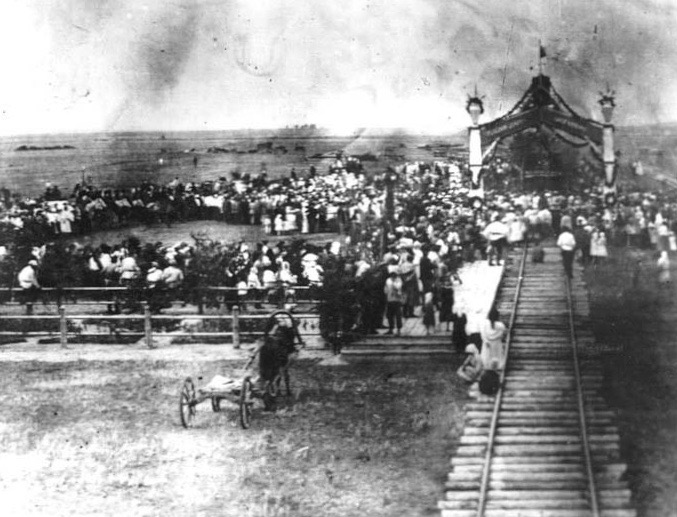
Прибытие первого поезда в Кокшетау из Петропавловска, 2 июня 1922 год
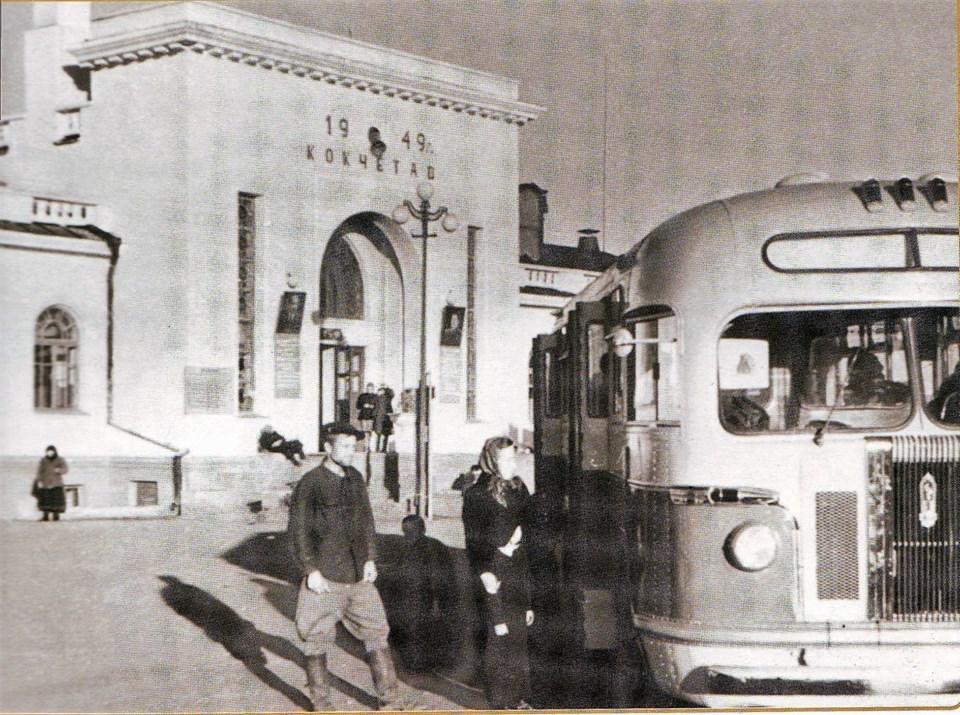
Первое большое здание вокзала Кокшетау, 1952 год
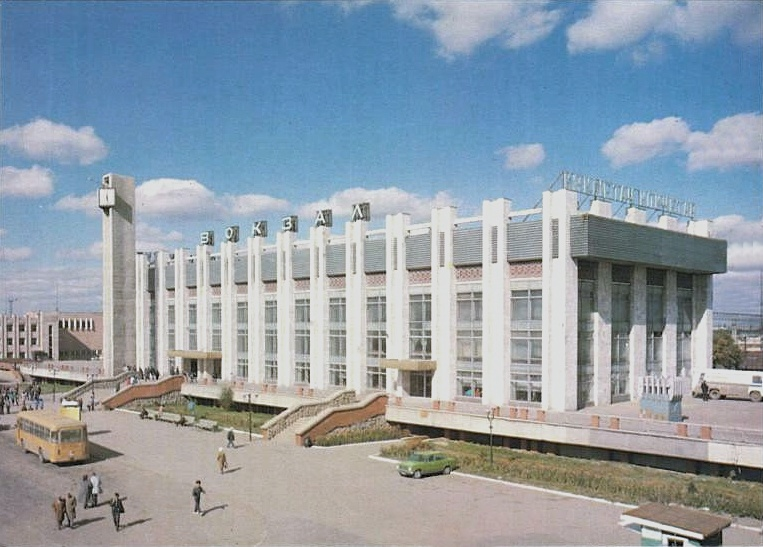
Вокзал станции Кокчетав-1, 1992 год